# Каре-Плугер (кантон)
Каре-Плугер (фр. Carhaix-Plouguer) — кантон во Франции, находится в регионе Бретань, департамент Финистер. Входит в состав округа Шатолен.

## История
До 2015 года в состав кантона входили коммуны Каре-Плугер, Керглоф, Кледен-Поэр, Мотреф, Плуневезель, Пуллауэн, Сент-Эрнен и Спезет.
В результате реформы 2015 года состав кантона был изменен — в него вошли все коммуны упраздненного кантона Юэльгоат и отдельные коммуны упраздненных кантонов Ле-Фау, Плебен и Шатонёф-дю-Фау.
С 1 января 2019 года состав кантона изменился: коммуна Локмарья-Берьен вошла в состав коммуны Пуллауэн.

## Состав кантона с 1 января 2019 года
В состав кантона входят коммуны (население по данным Национального института статистики за 2019 г.):
- Берьен (892 чел.)
- Болазек (188 чел.)
- Ботмёр (218 чел.)
- Браспар (1 028 чел.)
- Бреннилис (438 чел.)
- Каре-Плугер (7 155 чел.)
- Керглоф (857 чел.)
- Кледен-Поэр (1 145 чел.)
- Коллорек (608 чел.)
- Ла-Фёйе (642 чел.)
- Ландло (959 чел.)
- Локефрет (348 чел.)
- Лоперек (874 чел.)
- Мотреф (701 чел.)
- Плоневе-дю-Фау (2 108 чел.)
- Плуйе (659 чел.)
- Плуневезель (1 174 чел.)
- Пуллауэн (1 480 чел.)
- Сен-Ривоаль (211 чел.)
- Сент-Эрнен (755 чел.)
- Скриньяк (736 чел.)
- Спезет (1 758 чел.)
- Юэльгоат (1 406 чел.)

## Политика
На президентских выборах 2022 г. жители кантона отдали в 1-м туре Эмманюэлю Макрону 26,7 % голосов против 23,6 % у Жана-Люка Меланшона и 21,8 % у Марин Ле Пен; во 2-м туре в кантоне победил Макрон, получивший 58,2 % голосов. (2017 год. 1 тур: Эмманюэль Макрон – 27,4 %, Жан-Люк Меланшон – 23,1 %, Марин Ле Пен – 15,2 %, Франсуа Фийон – 14,9 %; 2 тур: Макрон – 73,9 %. 2012 год. 1 тур: Франсуа Олланд — 36,0 %, Николя Саркози — 19,5 %, Жан-Люк Меланшон — 14,5 %; 2 тур: Олланд — 66,4 %).
С 2021 года кантон в Совете департамента Финистер представляют член совета коммуны Спезет Филипп Гиймо (Philippe Guillemot) и бывший член совета коммуны Скриньяк Коринн Николь (Corinne Nicole) (оба — левые регионалисты («За Бретань!»)).
|                | Кандидаты                   | Партия                   | Первый тур | Первый тур     | Второй тур | Второй тур |
| Кол-во голосов | Кандидаты                   | Партия                   | % голосов  | Кол-во голосов | % голосов  |            |
| -------------- | --------------------------- | ------------------------ | ---------- | -------------- | ---------- | ---------- |
|                | Филипп Гиймо Коринн Николь  | «За Бретань!»            | 2 803      | 36,96          | 4 096      | 55,40      |
|                | Беатрис Бальп Жером Ивнек   | Правоцентристский блок   | 2 185      | 28,81          | 3 298      | 44,60      |
|                | Лор Буссар Янник Жауэн      | Левый блок — Зелёные     | 1 368      | 18,04          |            |            |
|                | Жанин Бомбер Жан Кеиннек    | Национальное объединение | 989        | 13,04          |            |            |
|                | Давид Дерьен Валерьяна Эвен | Регионалисты             | 239        | 13,15          |            |            |

|                | Кандидаты                      | Партия                  | Первый тур | Первый тур     | Второй тур | Второй тур |
| Кол-во голосов | Кандидаты                      | Партия                  | % голосов  | Кол-во голосов | % голосов  |            |
| -------------- | ------------------------------ | ----------------------- | ---------- | -------------- | ---------- | ---------- |
|                | Коринн Николь Кристиан Троадек | Регионалисты            | 3 891      | 35,56          | 6 328      | 66,71      |
|                | Беатрис Бальп Жером Ивнек      | Правый блок             | 2 083      | 19,04          | 3 158      | 33,29      |
|                | Мари-Пьер Коан Жозеф Ле Гелаф  | Крайне левые            | 1 835      | 16,77          |            |            |
|                | Стефан Котти Жозьян Леон-Кирш  | Социалистическая партия | 1 714      | 15,67          |            |            |
|                | Жанин Бомбер Жан Кеиннек       | Национальный фронт      | 1 418      | 12,96          |            |            |